# Raul Julia

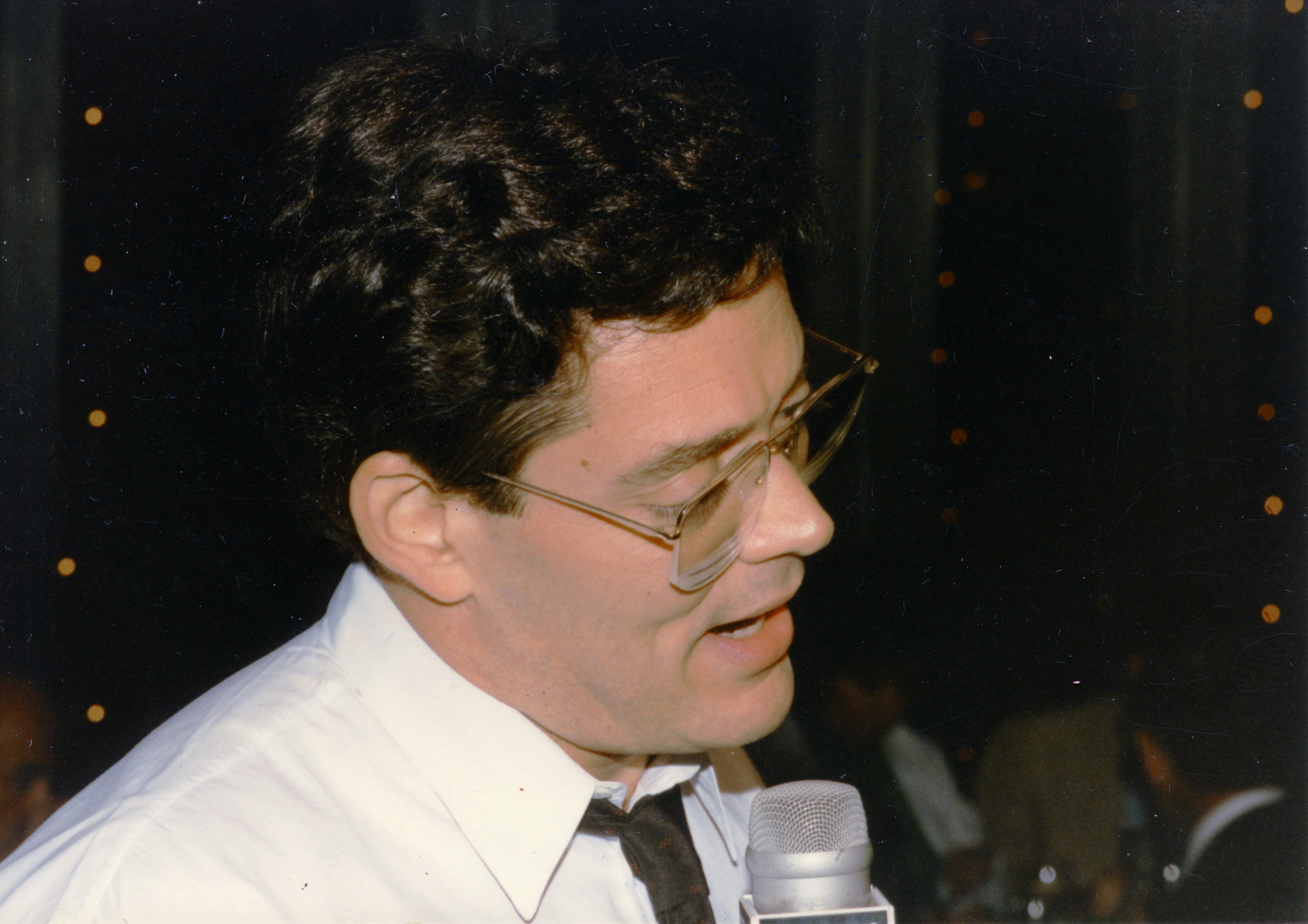
Raúl Juliá, 1984.

Raúl Rafael Juliá y Arcelay, född 9 mars 1940 i San Juan, Puerto Rico, död 24 oktober 1994 i Manhasset, New York, var en puertoricansk skådespelare.
Raúl Juliá flyttade 1964 från Puerto Rico till New York för att studera drama med Wynn Handman. Han debuterade i filmsammanhang 1971 i The Organization med Sidney Poitier. Under 1960- och 1970-talen dök han ofta upp på TV. Han vann en Tony Award för rollen som MacHeath i Broadway-produktionen av Tolvskillingsoperan. Mellan åren 1977 och hans död var han engagerad i The Hunger Project, en organisation bildad för att stoppa svält och sjukdomarna som följer. 
1993 fick han diagnosen cancer men fortsatte att filma. 16 oktober 1994 fick han en stroke, föll i koma och avled några dagar senare. Hans kropp fördes senare tillbaka till Puerto Rico för begravning.
Han är mest känd från rollen som Gomez i den nya generationen av Familjen Addams-filmerna.

## Filmografi
- 1971 – Organisationen
- 1976 – Fartdårarna
- 1978 – Ögon
- 1979 – A Life of Sin
- 1980 – Escape Artist
- 1982 – One From the Heart
- 1982 – Tempest
- 1983 – Overdrawn at the Memory Bank
- 1985 – Compromising Positions
- 1985 – Spindelkvinnans kyss
- 1986 – The Morning After
- 1987 – The Penitent
- 1988 – Moon over Parador
- 1988 – Onassis – The Richest Man in the World
- 1988 – Tango Bar
- 1988 – Tequila Sunrise
- 1988 – Trading Hearts
- 1989 – Romero
- 1990 – Möte med Frankenstein
- 1990 – Havana
- 1990 – Mack the Knife
- 1990 – Misstänkt för mord
- 1990 – The Rookie - Nykomlingen
- 1991 – Familjen Addams
- 1993 – Den heliga familjen Addams
- 1993 – The Plague
- 1994 – Street Fighter
- 1994 – Berättelsen om Chico Mendez
- 1994 – The House of Magical Sounds
- 1995 – De överlevande